# Ridleyandra natunae
Ridleyandra natunae är en tvåhjärtbladig växtart som beskrevs av Brian Laurence Burtt. Ridleyandra natunae ingår i släktet Ridleyandra och familjen Gesneriaceae. Inga underarter finns listade i Catalogue of Life.